# Kirkwood (Missouri)
Kirkwood település az Amerikai Egyesült Államok Missouri államában, Saint Louis megyében. Lakosainak száma 29 461 fő (2020. április 1.).

## Népesség
A település népességének változása:

| 2010 | 27 540 |
| 2020 | 29 461 |